# Vjačeslav Alexandrovič Infantov
Svatý Vjačeslav Alexandrovič Infantov (1883, Mordovskoje Afonino – 14. ledna 1938, Kujbyšev) byl ruský duchovní Ruské pravoslavné církve, jerej a mučedník.

## Život
Narodil se roku 1883 ve vesnici Mordovskoje Afonino Samarské gubernie v rodině úředníka Alexandra Infantova.
Studoval na duchovním semináři a byl rukopoložen na jereje.
Roku 1930 byl zatčen za protisovětskou agitaci a byl vězněn 6 měsíců v Samaře.
Roku 1937 byl zatčen a obviněn z kontrarevoluční činnosti ve skupině kněží kolem biskupa Alexandra (Trapicyna).
Dne 21. prosince 1937 jej Trojka NKVD odsoudila k trestu smrti zastřelením.
Rozsudek byl vykonán 14. ledna 1938. Spolu s ním byl zastřelen také biskup Alexandr a další duchovní.

## Kanonizace
Dne 20. srpna 2000 ho Ruská pravoslavná církev svatořečila jako mučedníka a byl zařazen mezi Sbor všech novomučedníků a vyznavačů ruských.
Jeho svátek je připomínán 14. ledna (1. ledna – juliánský kalendář).